# Ferdinand Franz Wallraf
Ferdinand Franz Wallraf (20. juli 1748 i Köln - 18. marts 1824 sammesteds) var en tysk kunstsamler, numismatiker og kunsthistorisk forfatter. 
Wallraf havde alsidige interesser, var først præst, derefter lærer ved Kölns Universitet, professor i naturhistorie og æstetik, 1794 universitetsrektor, efter universitetets ophævelse professor i historie og de skønne videnskaber ved den nyoprettede Centralskole, en tid inspektør ved den botaniske have, desuden udgiver af Taschenbuch der Ubier (med talrige kunsthistoriske afhandlinger) samt dyrker af sin fødebys lokalhistorie. Hans navn er dog især knyttet til den store samling af kunstgenstande med mere, han skænkede byen Köln, og som danner grundlaget for bymuseet Wallraf-Richartz-Museum; under Napoleonskrigene reddede han engang med fare for livet nogle af Kölnerdomens glasmalerier.